# Азаров, Алексей Иванович
Алексей Иванович Азаров (род. 1950) — советский тракторист, депутат Верховного Совета СССР.

## Биография
Родился в 1950 году. Русский. По состоянию на 1974 год — член ВЛКСМ. Образование среднее.
С 1967 года тракторист совхоза, с 1971 года тракторист-комбайнёр совхоза «Комарьевский» Доволенского района Новосибирской области.
Депутат Совета Союза Верховного Совета СССР 9 созыва (1974—1984) от Барабинского избирательного округа № 240 Новосибирской области.